# Гиш (коммуна)
Гиш (фр. Guiche) — коммуна во Франции, находится в регионе Новая Аквитания. Департамент — Атлантические Пиренеи. Входит в состав кантона Нив-Адур. Округ коммуны — Байонна.
Код INSEE коммуны — 64250.

## География
Коммуна расположена приблизительно в 660 км к юго-западу от Парижа, в 160 км южнее Бордо, в 75 км к западу от По.
По территории коммуны протекают реки Адур и Бидуз.

## Климат
Климат тёплый океанический. Зима мягкая, средняя температура января — от +5°С до +13°С, температуры ниже −10 °C бывают редко. Снег выпадает около 15 дней в году с ноября по апрель. Максимальная температура летом порядка 20-30 °C, выше 35 °C бывает очень редко. Количество осадков высокое, порядка 1100 мм в год. Характерна безветренная погода, сильные ветры очень редки.

## Население
Население коммуны на 2010 год составляло 907 человек.
| 1962 | 1968 | 1975 | 1982 | 1990 | 1999 | 2010 |
| ---- | ---- | ---- | ---- | ---- | ---- | ---- |
| 750  | 684  | 638  | 638  | 670  | 730  | 907  |

## Администрация
| Период | Период | Фамилия         | Партия | Примечания |
| ------ | ------ | --------------- | ------ | ---------- |
| 1995   | 2001   | Морис Дюфло     |        |            |
| 2001   | 2020   | Жан-Ив Бюссирон |        |            |

## Экономика
В 2010 году среди 572 человек трудоспособного возраста (15-64 лет) 443 были экономически активными, 129 — неактивными (показатель активности — 77,4 %, в 1999 году было 68,4 %). Из 443 активных жителей работали 401 человек (208 мужчин и 193 женщины), безработных было 42 (24 мужчины и 18 женщин). Среди 129 неактивных 45 человек были учениками или студентами, 47 — пенсионерами, 37 были неактивными по другим причинам.

## Достопримечательности
- Замок Гиш (XIII век). Исторический памятник с 2007 года[4]
- Церковь Св. Иоанна Крестителя (XIII век)

## Фотогалерея

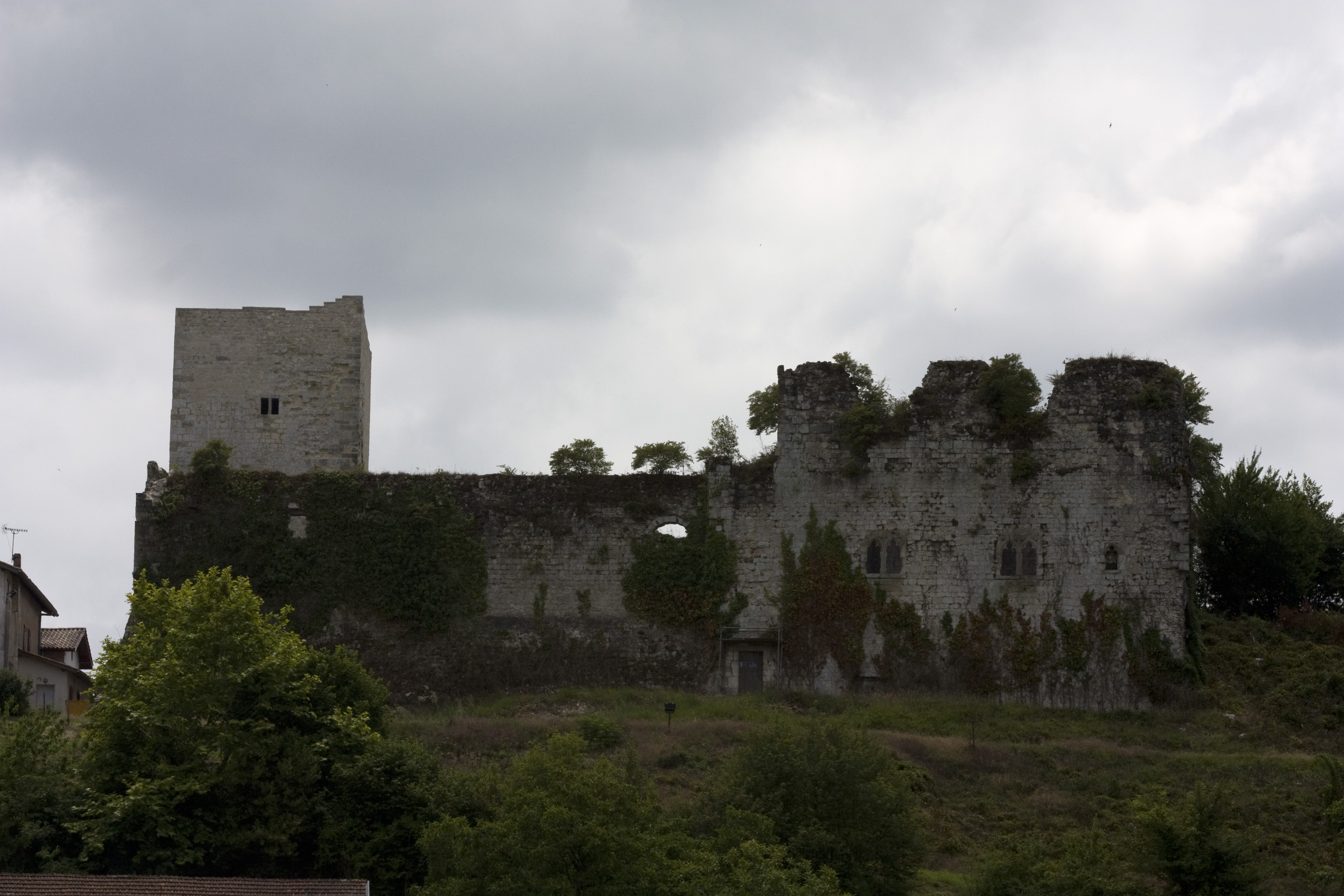
Замок Гиш
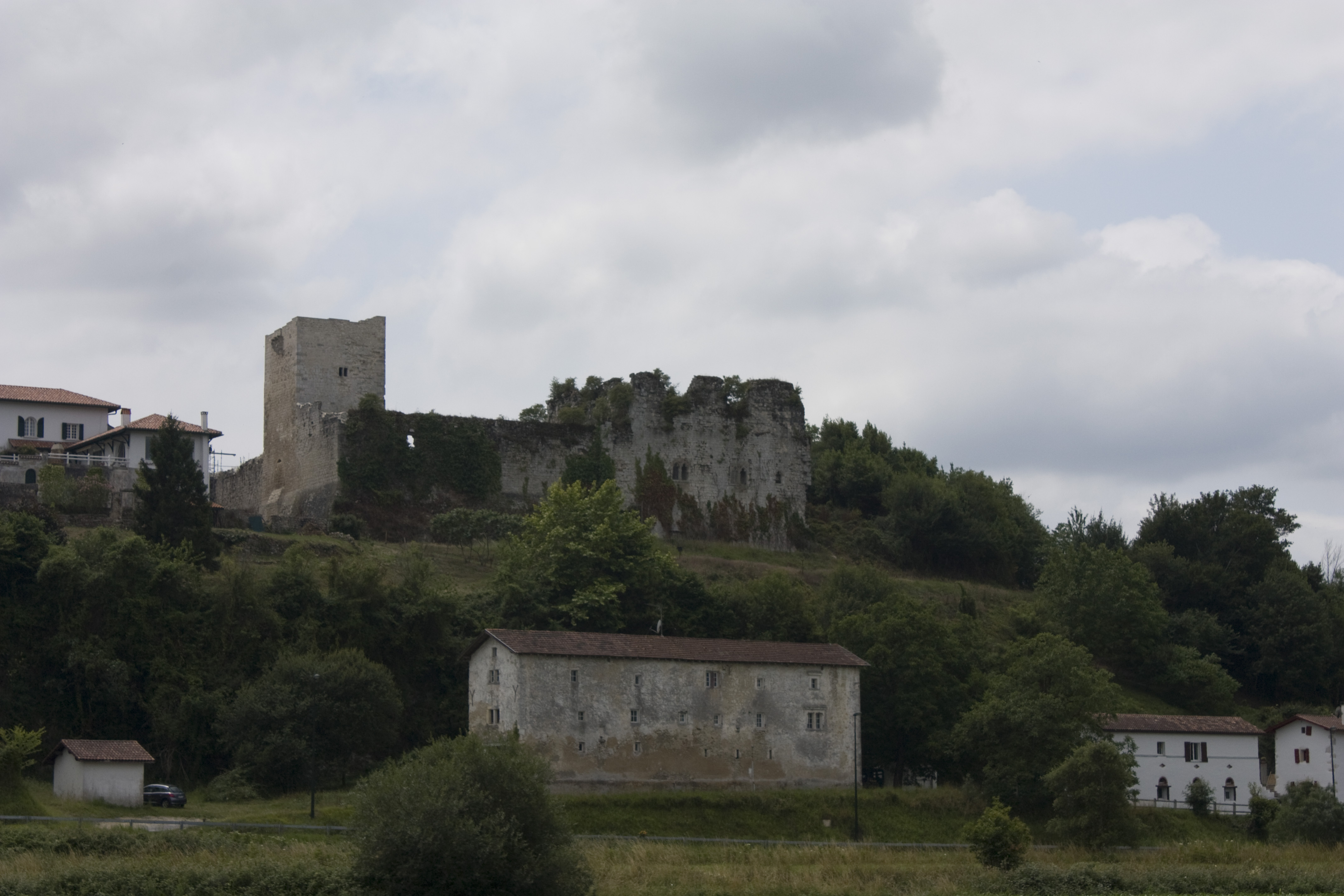
Замок Гиш
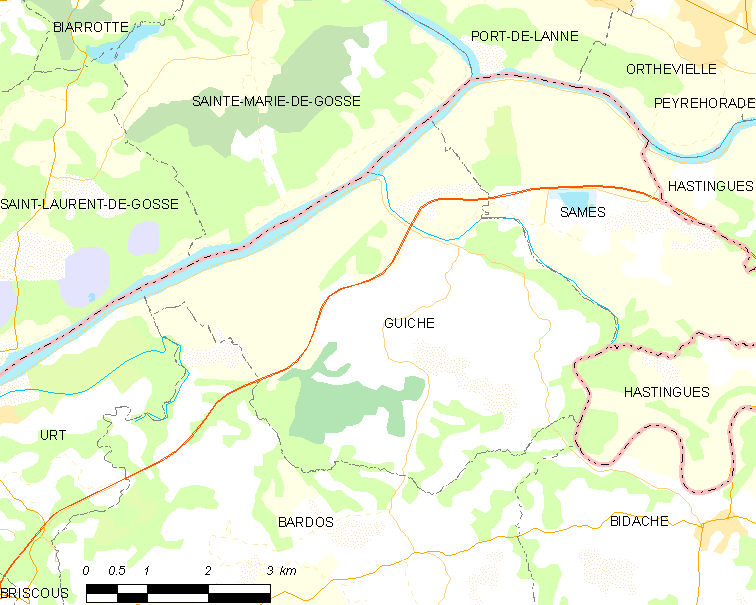
Карта коммуны